# Stephen Wilcox

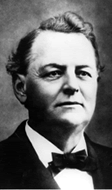
Stephen Wilcox

Stephen Wilcox (* 12. Februar 1830 in Westerly, Rhode Island; † 27. November 1893) ist zusammen mit George Babcock der Erfinder des Wasserrohrkessels.
Das gemeinsame US-Patent 65,042 wurde durch die Firma Babcock & Wilcox Company ausgewertet.
Am 16. Juni 1997 wurden beide in die National Inventors Hall of Fame aufgenommen.